# شركة ألير
شركة ألير (بالإنجليزية: Allaire Corporation)‏، هي شركة برمجية أسّسها جيرمي ألير (بالإنجليزية: Jeremy Allaire)‏ وَيوسف ج. ألير (بالإنجليزية: Joseph_J._Allaire)‏ في مينيسوتا، وَلاحقًا إتّخذ كامبردج مقرًّا ثُمَّ انتقل إلى نيوتن. استهلّ أعماله في مايو/أيّار 1995، فأطلق أولى تعاملاته الماليّة في بورصة نازداك (مؤشِّر المُضاربة، ALLR) في يناير/كانون الثّاني 1999، وَاستحوذت شركة ماكروميديا المُنافِسة عليها في أوائل عام 2001.
أطلقت ألير أوّل إصدار من خادوم كولدفيوشن في 1995، وَهو أوّل خادوم لمُحتوى الشّبكة مُدار بقاعدة البيانات[بحاجة لمصدر]. في البداية، كان كولدفيوشن هو اسم اللُّغة، ثُمَّ عُرِفت باسم لغة ترميز قاعدة البيانات، وَغُيِّرَت إلى لغة الترميز كولدفيوشن. وَأنتجت الشّركة أيضًا بيئتي تطوير متكاملتين لتصميم الشّبكة: ماكروميديا هوم سايت (بالإنجليزية: Macromedia HomeSite)‏، اشتريت من برادبوري سوفتوير (بالإنجليزية: Bradbury Software)‏، وَكولدفيوشن ستوديو (بالإنجليزية: ColdFusion Studio)‏، ارتكزت على هوم سايت مع تحسينات أُدِّيَت بهدف تطوير تطبيقات كولدفيوشن.
في عام 2000، استحوذت ألير على لايف سوفتوير، وَهي شركة أسّسها بول كولتون (بالإنجليزية: Paul Colton)‏ في 1997 وَاشتُهِرَت بسبب إنشائها لأوّل جافا سيرفلت تجاريّ وَصفحات خادوم جافا، أدوبي جيه رن (بالإنجليزية: Adobe JRun)‏. لاحقًا في عام 2000، استحوذت ألير على بيئة التطوير المتكاملة كاوا (بالإنجليزية: Kawa IDE)‏ (Java IDE) من تك-تولز سوفتوير (بالإنجليزية: Tek-Tools Software)‏ وَانتقل الكثير من أعضاء فريق تطوير كاوا من دالاس إلى بوسطن.
وأنتجت ألير نظام إدارة محتوى سُمِّيَ سبيكترا (بالإنجليزية: Spectra)‏، وَهو من أوائل هذا النوع من الأنظمة.
اشتُرِيَ جيه رن من قِبَل شركة ماكروميديا، وَالَّتي أيضًا اشترت ألير، في عام 2001. وَفي 2005، قامت أدوبي سيستمز بشراء ماكروميديا.